# Yan (stad)
Yan is een stad en gemeente (majlis daerah; district council) in de Maleisische deelstaat Kedah.
Yan is de hoofdplaats van het gelijknamige district.